# 宝寿栄
宝　寿栄（たから　ひさえ、1979年8月14日 -）は、宮崎県出身の日本の柔道家。現役時代は48kg級と52kg級の選手。身長15２cm。組み手は左組み。得意技は背負投。宝３姉妹の長女。末妹は48kg級で活躍していた宝真由美。

## 人物
柔道は12歳の時に静充館で始めた。道場の1年先輩には井上康生がいた。東大宮中学から宮崎日大高校へ進むと、1年の時に全国高校選手権48kg級の決勝で埼玉栄高校2年の山口静に敗れて2位だったが、2年の時には優勝を飾った。3年の時には全国女子体重別で3位になると、ドイツ国際では決勝でフランスのフレデリク・ジョシネに敗れるも2位に入った。その後横浜国立大学へ進むと、ひたすら柔道のみに取り組んだものの結果を出せなくなった。階級を52kg級に上げても結果が出なかったので、大学を卒業したら柔道を辞めるつもりでいたが、監督の木村昌彦にあきらめるなと説得されて、名門実業団のコマツ女子柔道部への入部を後押しされた。2002年にコマツの所属となると再び活躍し始めて、実業個人選手権では優勝、全国女子体重別でも3位になった。2003年の選抜体重別では決勝で三井住友の横沢由貴を破って優勝を飾った。ユニバーシアードの個人戦では3位だったが、団体戦では優勝を果たした。2004年のアテネオリンピック代表にはなれなかった。その後の講道館杯と2005年の選抜体重別では2位にとどまったが、2006年の選抜体重別では決勝で横沢を破って3年ぶり2度目の優勝を成し遂げた。東アジア選手権では3位だった。2008年には全日本選手権に52kg級の選手ながら出場するも、初戦で敗れた。

## 主な戦績
48kg級での戦績
- 1996年 - 全国高校選手権　2位
- 1997年 - 全国高校選手権　優勝
- 1997年 - ドイツジュニア国際　3位
- 1997年 - 全国女子体重別　3位
- 1998年 - ドイツ国際　2位

52kg級での戦績
- 2002年 - 実業個人選手権　優勝
- 2002年 - ドイツオープン　3位
- 2002年 - 全国女子体重別　3位
- 2003年 - 選抜体重別　優勝
- 2003年 - ユニバーシアード　個人戦　3位　団体戦　優勝
- 2004年 - オーストリア国際　3位
- 2004年 - 実業個人選手権　2位
- 2004年 - 講道館杯　2位
- 2005年 - 選抜体重別　2位
- 2005年 - 実業個人選手権　2位
- 2005年 - カナダ国際　優勝
- 2006年 - 選抜体重別　優勝
- 2006年 - 東アジア選手権　3位
- 2007年 - 選抜体重別　3位
- 2007年 - 環太平洋柔道選手権大会　優勝

(出典、JudoInside.com)